# Георгиос Алексопулос
Георгиос Алексопулос (на гръцки: Γεώργιος Αλεξόπουλος) е гръцки революционер, деец на гръцката въоръжена пропаганда в Македония.

## Биография
Георгиос Алексопулос е роден в солунското село Хортач, тогава в Османската империя. В 1903 година се присъединява към гръцката пропаганда в борбата ѝ с българските чети на ВМОРО и влиза в четата на капитан Георгиос Янглис. Става негов помощник-капитан. От 1906 до 1912 година е начело на собствена чета, с която действа в района на Хортач, Богданската планина и Сярско.